# 18-я танковая бригада
18-я отдельная танковая бригада — воинское формирование Красной армии ВС СССР, в годы Великой Отечественной войны.
Сокращённое наименование — 18 отбр.

## История формирования
18-я танковая бригада начала своё формирование 5 сентября 1941 года в городе Владимире Ивановской области, со сроком готовности к 25 сентября 1941 года. Личный состав бригады в основном был взят из 48-й и 34-й танковых дивизий, а также пополнен новобранцами из Ивановской и Горьковской областей, с Урала и Алтая. Бригада комплектовалась новой техникой, за исключением батальона лёгких танков, которые прибыли из ремонта.
Бригада на 25 сентября 1941 года имела 1982 военнослужащих и следующую в боевую и материальную часть: танков Т-34 — 29, БТ — 31; тракторов СТ-2 — 8; бронеавтомобилей — 7; автомобилей: ЗИС (5 и 6) — 128, Газ (АА и ААА) — 100, М-1 — 8; мотоциклов с коляской — 27, мотоциклов без коляски — 22; 57-мм пушек ПТО — 8; 37-мм зенитных пушек — 8.

## Участие в боевых действиях
Период вхождения в действующую армию: 11 октября 1941 года — 10 апреля 1943 года.

### 1941 год

#### Октябрь
8 октября 1941 года бригада получила устный приказ от заместителя командующего войсками Западного фронта генерал-лейтенанта Баландина, к утру 9 октября сосредоточиться в районе Крутицы—Панцевня и уничтожить мелкие группы Вермахта, продвигающиеся на восток по автостраде из района Волосово, а затем — группировку противника в районе Труфаны—Волосово, после чего уйти на соединение с частями 16-й армии.
Батальон лёгких танков должен был двигаться по Можайскому шоссе, чтобы в районе Гжатска с севера ударить по вражеским войскам, однако в пути был подчинён генерал-майором Щерваковым, и до 12 октября вёл боевые действия в составе его группы: 9—10 октября батальон лёгких танков в составе его бригады уничтожал мелкие группы противника на рубеже Фролово—Орехово, задерживая продвижение на Москву.
Мотострелковый пулемётный батальон же к девяти часам утра 9 октября вышел на отметку 139,9 метров, имея справа от себя в районе Кобылкино части 363-го стрелкового полка. В этот момент, из района Бойки—Фелисово наступали немецкие войска, численностью до двух батальонов и при поддержке танков. Командир советского танкового батальона средних танков решает атаковать противника. Неприятель, поддерживаемый миномётным, артиллерийским и пулемётным огнём, оказывал мощное сопротивление, но к 20 часам отошёл на рубеж Соматы—Бойки и в лес южнее него. Темнота вынудила танковые соединения Красной Армии отойти на отметку 189,9 метров, а мотострелковый пулемётный батальон оставался на захваченном рубеже всю ночь.
К полудню 10 октября немцы приняли попытку обойти советские войска с правого фланга и начали наступление из района Фролово силами до батальона мотопехоты и поддержке танков и артиллерийского обстрела из района Воробьи. Кроме того, противник отправил из района Фелисово до батальона пехоты при поддержке танков на левый фланг. Понеся большие потери, 18-я бригада была вынуждена отступить вдоль шоссе, после чего заняла рубеж на реке Чечера. Неприятель укрепил рубеж Труфаны—Воробьи против танков. Попытки советских войск атаковать его в районах Буслаево, Никольское и севернее не имели успеха, так как немцы получали подкрепления с юга.
В результате 18-я отдельная танковая бригада понесла потери в виде 60 убитых и раненых солдат, восьми танков и двух противотанковых орудий. Бойцы бригады уничтожили 400 вражеских солдат и офицеров, десять танков, две миномётные батареи и два противотанковых орудия.
Противник произвёл несколько авиаударов по месту расположения бригады, после чего повёл в наступление до двух батальонов пехоты, роту автоматчиков и 15 танков из района Колесники и до батальона пехоты — из района Чёрная Грязь. Батальон пехоты, около двух—трёх взводов мотоциклистов и 20 танков отправились атаковать 18-ю бригаду с направления Подъелки, тем самым перерезав автостраду в районе Ивники и закончив окружение бригады.
Бой продолжался до 20 часов 11 октября. 18-я бригада потеряла до двухсот человек убитыми и ранеными, шесть танков, 12 транспортных машин, 4 противотанковых орудия, шесть 82-мм и два 52-мм миномёта, два 37-мм зенитных орудия и две полевых кухни. Немцы же потеряли до шестисот убитыми и ранеными, 20 танков, 14 транспортных машин, десять противотанковых орудий, 2 миномётные батареи.
К утру 12 октября, пользуясь темнотой, бригада мелкими группами отошла к рубежу Старьково—Кундасово и вошла в группу полковника Томашевского. К этому моменту в составе бригады было лишь 15 танков, из которых тринадцать — Т-34, один — Т-26 и один — БТ; а также потрёпанный мотострелковый пулемётный батальон.
В 15 часов, после трёхкратного налёта вражеской авиации, состоящей почти из 30 самолётов, противник своими танками прорвал передний край обороны в районе Дютьково—Кундасово и отбросил пехотные подразделения Томашевского. К 16:30 на автостраде было 30 немецких танков. Танки 18-й бригады вели бой с неприятельскими танками в районе Старьково, однако, потеряв 4 танка (и уничтожив столько же, а также 2 противотанковых орудия) были вынуждены отойти на рубеж к Ельне. Прорвавшаяся немецкая мотопехота атаковала бригаду с тыла и уничтожила 33 автомобиля ЗИС-5 и пятнадцать — ГАЗ-АА.
13 октября вражеские войска обошли бригаду с левого фланга и с тыла расстреливали её части. Понеся значительные потери, 18-я бригада задержалась на рубеже Артёмки—Фомкино.
14 октября противник делал многократные попытки прорвать советскую оборону на рубеже Ельня—Фомкино—Артёмки, однако неприятельские атаки отражали танки 18-й бригады, мотострелковый пулемётный батальон и части 17-го стрелкового полка 32-й Краснознамённой стрелковой дивизии. Благодаря действиям пехотных и артиллерийских подразделений, продвижение немецких сил было остановлено..
15 октября противник наступал силами до полка мотопехоты при поддержке 30 танков в 13 часов 10 минут прорвал передний край обороны в районе станции Бородино, после чего, двигаясь вдоль шоссе, в направлении Чугуново—Большое Соколово, вышел на опушку леса западнее Мясоедово и Кремино. 2-й стрелковый полк 17-й стрелковой дивизии, мотострелковый пулемётный батальон и артиллерия оттеснили неприятеля на линию станции Бородино, на 1 километр восточнее Артёмки; в это время 8-й танковый полк, расположенный южнее рубежа Ельня—Юдино четырьмя танками нанёс ощутимые потери живой силе немцев.
18-я бригада потеряла до 160 человек убитыми и ранеными, а также 2 танка. От бригады остался лишь один действующий танк и остатки мотострелкового пулемётного батальона — с такими силами 18-я бригада укрепилась на рубеже Колачево — Язёво.
Суммарные же потери за период с 8 по 15 октября составили:
- 40 % рядового состава;
- 54 % младшего командного состава;
- 57 % командного состава;
- 20 % начальствующего состава;
- 14 танков Т-34;
- 2 танка Т-26;
- 16 танков БТ;
- пять 57-мм противотанковых орудий;
- шесть 82-мм миномётов;
- три 50-мм миномёта;
- четыре 37-мм зенитных орудия[3][4].

17 октября до батальона вражеской мотопехоты при поддержке одного—двух противотанковых орудий выдвинулись из Верея и заняли Заречье и Борисово, стремясь продвинуться в северном направлении. Командующий 5-й армией приказал 18-й бригаде уничтожить противника и занять Борисово. Мотострелковый пулемётный батальон и мотоциклетный полк при поддержке нескольких танков атаковали с флангов и с фронта противника и заняли не только Борисово, но и Заречье.
Советские войска уничтожили до 80 немецких солдат и офицеров, пять противотанковых орудий; захватили до трёхсот велосипедов, 30 мотоциклов, два легковых автомобиля, три штабных автобуса, полевую кухню и иное имущество.
Мотострелковый пулемётный батальон удерживал Борисово и Коровино до 22 октября. В этот день полковник Тинин отдал приказ, согласно которому батальон должен был прикрывать отход его группы. После выполнения приказа мотострелковый пулемётный батальон с боем в направлении Пушкино Московской области, где располагался штаб бригады. В это же время части противника, проходя вдоль Можайского шоссе, вышли туда же. Батальон и штаб бригады с боем отходили к Дорохово.
23, 24 и 25 октября 18-я отдельная танковая бригада приводила себя в порядок.
26 октября бригада получила приказ занять Апальщино, не пропуская противника к Звенигороду Московской области, однако немцы взяли Апальщино раньше и сдержали атаку советских подразделений.
29 октября неприятель вступил в бой с мотострелковым пулемётным батальоном и овладел Колюбякино. Последний потерял 30 человек убитыми, 60 — ранеными, а также три танка.
30 — 31 октября части 18-й бригады удерживали район Локтня, тем самым перехватывая дороги, идущие на Звенигород.

#### Ноябрь
3 ноября 18-я отдельная танковая бригада была пополнена стрелковым батальоном и семью танками Т-26, после чего получила приказ от командующего 5-й армией танками усилить опорные пункты в районах Огарково, Терехово, Локотня.
18-му мотострелковому пулемётному батальону было поручено удержать район Завязово—Иглово—Тархово, а одним взводом — занять Борисково.
6 ноября к 6 часам 30 минутам батальон вышел к Фомкино и провёл бой за овладение им. После отражения четырёх контратак получил подкрепление в виде трёх лёгких танков и перешёл к обороне.
Всего за период с 7 по 11 ноября снайперы 18-го мотострелкового пулемётного батальона убили 12 и ранили 6 солдат противника.
С 9 по 18 ноября подразделения 18-й отдельной танковой бригады отправлялись на усиление 144-й стрелковой дивизии: к примеру, 14 ноября 18-я бригада пятью танками поддержала наступление 144-го стрелкового полка, а 16 ноября — наступление 612-го стрелкового полка на деревню Редькино.
Советскими войсками была занята деревня Велькино.
18 ноября, в 2 часа ночи в деревне Шомкино мотострелковый пулемётный батальон уничтожил до взвода немецкой пехоты. Захвачен один станковый пулемёт с оптическим прицелом, револьвер, пистолет Luger P08,винтовка и две лошади.
20 ноября неприятель, при поддержке пулемётного, артиллерийского и миномётного огня, завладел Меры, Завязово, Иглово, Тархово. В 9 часов 30 минут противник начал атаку правого фланга батальона, а в 11 часов предпринял обход мотострелков справа силой до двух рот и при поддержке четырёх средних танков, однако враг понёс значительные потери: три (из четырёх) танка, одна бронемашина, одно противотанковое орудие. Одновременно с атакой на правом фланге, немец наступал на позиции мотострелкового батальона с юга. К 15 часам германские войска овладели Ульево и Шеино, в результате чего советские мотострелки были вынуждены вести бой в окружении и без связи с 18-й бригадой. Двумя стрелковыми ротами и двумя танками неприятель захватил Огарьково и Андреевское.
Из роты управления, ремонтной роты и автомобильной роты была сформирована группа численностью в 63 человека. Она была доставлена в район Завязово—Иглово—Тархово с задачей задержать немецкое наступление. Группа была усилена тремя танками Т-26, одним Т-30 и двумя бронеавтомобилями.
После того, как подразделения 73-й стрелковой дивизии отошли на восток, мотострелковый пулемётный батальон двумя группами отошёл к Онуфриево и к 19 часам сосредоточился в Сурмино, где и организовал оборону. Примерно в это же время два батальона врага заняли Сосуниху, Ивашково и район Насоново.

#### Декабрь
Приказом командующего 49-й армией от 19 декабря 1941 года из 18-й отдельной танковой бригады был выделен танковый отряд, получивший задачу прорвать оборону неприятеля в районе Тиньково и не дать ему отойти на северо-запад, запад и юго-запад. Отряд начал путь в 15 часов и передвигался по маршруту Потетино (высота 223,5)—Раденки—Аулово в составе двух танков КВ-1, шести — Т-34, пяти — Т-60 и 48 автоматчиков из МСПБ.
Задача провалилась из-за значительного количества вражеских противотанковых орудий (до десяти штук) и танков в засадах. Потеряв два КВ-1, четыре — Т-34 и все лёгкие танки, группа решила пробиваться обратно в район Потенино.
26 — 27 декабря согласно приказу командующего 49-я армией 18-я бригада переводится в Петрищево, а 28 декабря вышел приказ о немедленном направлении пяти танков Т-60 и мотострелкового пулемётного батальона по маршруту Верховье—Севрюково—Башмаковка—Прудки—Ушаково—Ивановское—Козлово, после чего данная группа должна была вернуться в Ивановское к 7 часам утра 29 декабря, затем начать наступление на Козлово и совместно с 5-й гвардейской стрелковой дивизией ворваться в Малоярославец.
Однако, 30 декабря до двух немецких батальонов при поддержке трёх танков начали наступление на пункт возвращения группы — Ивановское, — чем вынудили последнюю отойти южнее (на северную опушку леса). В 21 час отряд был подчинён 763-м стрелковым полком и получил указание занять Воробьёво.
На следующий день, 31 декабря, в 6 часов утра, 18-й мотострелковый пулемётный батальон и четыре танка Т-60 начали наступление на Ушаково. В ответ немцы отправили два лыжных батальона на фланги отряда, располагавшегося в то время в долине реки Суходрев, после чего фланговым огнём отрезали путь советским войскам обратно. До 10 часов бой вёлся на восточной окраине Воробьёво, но, не получив огневой поддержки со стороны 765-го стрелкового полка, МСПБ был вынужден отступить. Танки же вели огонь с места. Потери мотострелков составили 36 убитых и раненых.

### 1942 год

#### Январь
Бой за Воробьёво безуспешно продолжался до 2 января 1942 года.
4 января бригада сосредоточилась в городе Малоярославце Московской области, а 15 января — в Медыни.
23 января 18-я бригада получила приказ от командующего 43-й армией прибыть в район Кошняки для проведения совместных боевых действий с 17-й стрелковой дивизией. 25 января подразделения бригады вместе с 1316-м стрелковым полком наступали на Зелёный Холм, имея задачей обойти Новый Мир с юго-западной стороны. 26 января неприятель обстрелял советские позиции в Кошняках, после чего двумя стрелковыми ротами пошёл в атаку. 18-й мотострелковый пулемётный батальон подпустил противника на расстояние 100—150 метров, а затем начал вести огонь по нему, обратив уцелевших немцев в бегство. Танки преследовали убегающих вплоть до леса.
В результате Красная Армия уничтожила около 230 солдат и офицеров, три станковых пулемёта, три миномёта и одно артиллерийское орудие. Был взят в плен один унтер-офицер, захвачен один 82-мм миномёт, одно 75-мм артиллерийское орудие, 13 ручных пулемётов и 30 винтовок. Потери же советских войск составили 62 человека убитыми и ранеными, а также один танк Т-60.
29 января бригада получила приказ от командующего 43-й армией сосредоточиться в Дороховой для того, чтобы совместно с подразделениями 33-го стрелкового полка занять Ухово: ночные попытки наступления частями 53-й стрелковой дивизии не удались. 30 января, в 16 часов 30 минут мотострелковый пулемётный батальон и три танка (один — КВ-1, два — Т-34) ворвались в село, противник бежал. Советские войска уничтожили и ранили до 150 солдат и офицеров; захватили один миномёт, одну пушку, 10 пулемётов и одну рацию; захватили в плен одного фельдфебеля, двух унтер-офицеров и трёх солдат.
Утром 31 января мотострелки при поддержке трёх танков вышли в Белицы, где получили задачу наступать на Агарыши—Колодези совместно с 12-м стрелковым полком с целью уничтожения на этой территории гарнизонов противника. В 11 часов 15 минут утра танки 2-го танкового батальона (два КВ-1 и один Т-34) вместе с десантом мотопехоты ворвались и расстреляли убегающих врагов. К 12 часам в Агарыши были полностью освобождены, однако танки не могли с ходу наступать на Колодези из-за ручья между ними и Агарышами, поэтому была проведена инженерная разведка местности. После её проведения танки, МСПБ и части 12-го стрелкового полка перешли ручей и вошли в Колодези, захватив его к 18 часам 30 минутам и вынудив неприятеля отойти к Новой Деревне.
При взятии Агарышей и Колодезей войска РККА уничтожили и ранили до 130 немецких солдат и офицеров; захватили два миномёта, восемь противотанковых орудий, 26 пулемётов, 18 лошадей, 13 автоматов, 23 винтовки и прочее оружие и имущество.

#### Февраль
4 февраля 18-я бригада получила приказ от командующего 43-й армией совместно с 12-м стрелковым полком наступать на Приселье и перерезать дорого Юхнов—Гжатск. 5 февраля бригада сосредоточилась в лесу в 1,3 километрах к востоку от Колодкино с целью дальнейшего совместного с 18-й стрелковой бригадой наступления на него и, затем, на Федюково, тем самым отрезав для немцев путь на Вязьму. После проведения разведки было принято решение о внезапном налёте танков и пехотного десанта при наступлении на Колодкино. У противника в населённом пункте располагалось до двух рот солдат, 10 противотанковых орудий, одно 105-мм артиллерийское орудие и не менее 15—20 ручных и станковых пулемётов, однако, ошеломлённый неожиданным налётом советских войск, неприятель оставил Колодкино.
Потери немцев составили 170 убитых и раненых; советскими войсками захвачено одно 105-мм артиллерийское орудие, один 55-мм миномёт, один станковый и 10 ручных пулемётов, две лошади, две повозки, три полевые кухни, до двухсот ручных гранат и до 10 тысяч винтовочных патронов.
После пополнения горючим и боеприпасами танки пошли в атаку на Федюково. Немцы ответили огнём из восьми полевых и пяти—шести противотанковых орудий. В этот момент из Федюково вышло два батальона пехоты, со стороны Телелюи — Щёлоки — группы автоматчиков на лыжах, отрезавшие наступающую советскую пехоту от танков, а вражеская артиллерия уничтожила два танка из трёх. Пехота 18-й стрелковой бригады, не выдержав миномётного огня, без приказа оставила опушку леса западнее Колодкино и сам населённый пункт. Противник воспользовался этим и пошёл в наступление на Колодкино тремя средними и одним тяжёлым танками, однако были задержаны танками 18-й бригады, вступившими с ними в бой.
6 февраля командир 415-й стрелковой дивизии генерал-майор Александров приказал двум прибывшим из ремонта танкам Т-34 совместно с пехотой повторно овладеть Колодкино. Наступление танков было начато, противник даже начал отходить, но пехота 26-го стрелкового полка и 18-й стрелковой бригады не стала продвигаться далее восточной окраины населённого пункта, в результате чего два танка Т-34 были подбиты и немцы снова заняли Колодкино.
Всего в боях за Колодкино и Федюково 18-я отдельная танковая бригада потеряла один танк КВ-1, один — Т-60 и пять — Т-34.
9 февраля бригада получила приказ от командующего 43-й армией занять рубеж Агарыши—Колодези. Бригада удерживала его до 14 февраля: в 8 часов 30 минут она оставила его 53-й стрелковой дивизии.
Одна рота 18-го мотострелкового пулемётного батальона (50 человек, один станковый и пять ручных пулемётов) и 168-й лыжный батальон вели совместные бои по овладению Новой Деревней. Их потери составили 7 убитыми и 21 ранеными.
Приказом командующего 43-й армией из состава 18-й бригады было выделено три танка Т-34 в помощь 9-й гвардейской стрелковой дивизии. 13 февраля они участвовали в атаке по направлению на Захарово, вместе с остальными танками уничтожив два вражеских танка, три миномёта, пять противотанковых орудий и 10 ручных пулемётов, а также до сотни немецких солдат и офицеров. Советы же потеряли три танка Т-34.
15 февраля, по приказу командующего 43-й армией, 18-я бригада заняла оборону Захарово в составе 14 танков (пять Т-34 и девять Т-60).
17 февраля два бригадных Т-34 поддерживали наступление 17-й стрелковой дивизии, четыре раза идя в атаку на высоту 180,7 и в лес западнее. В результате боевых действий оба танка были подбиты и отошли своим ходом, но уничтожили 2 противотанковых орудия и 60 солдат вермахта. 18 — 19 февраля другие два танка Т-34 поддержали наступление 17-й стрелковой дивизии на Гречишники, войдя в село и уничтожив одно противотанковое орудие и до 60 немецких солдат, однако, из-за отсутствия поддержки со стороны пехоты, танки были вынуждены отступить. Один танк был подбит из противотанкового орудия крупного калибра.
20 февраля две вражеские роты, при поддержке авиации, пошли в наступление на Захарово. Мотострелковый пулемётный батальон, подпустив неприятеля на дистанцию менее ста метров, открыл ураганный огонь и, уничтожив более половины состава нападающих, отбросил немцев.
Бригада вновь получила пополнение из четырёхсот человек, пополнивших МСПБ. Приказом командующего 43-й армией она была отправлена на бой за Крапивку, где были повреждены один КВ-1 и три Т-34.
25 февраля перед бригадой была поставлена задача совместно с 9-й гвардейской стрелковой дивизией занять Гречишенки и, в дальнейшем, наступать на Коркодниково. К 18 часам Гречишники были очищены от противника, а утром 26 февраля танки 18-й отдельной танковой бригады совместно с 18-м гвардейским стрелковым полком пошли в атаку на Коркодниково и, несмотря на сильный огонь вражеских противотанковых орудий, расстреливали пехоту противника, чем заставили его бежать.
При захвате Гречишников и Коркодниково советские войска потеряли два танка Т-34, остальные получили серьёзные повреждения. Захвачено было 25 артиллерийских орудий разного калибра (в том числе три тяжёлых), 15 ручных пулемётов, более 250 лошадей, 43 повозки с имуществом, четыре полевых кухни, 13 раций, 45 коробок с пулемётными лентами, 442 снаряда, более 20 000 патронов. Были разгромлены штабы 21-го и 55-го немецких пехотных полков.

#### Март
Вечером 1 марта была создана танковая группа в составе шести танков 18-й бригады (двух КВ-1, четырёх Т-34) и четырёх — 26-й танковой бригады (все — Т-34).В 9 часов утра, 2 марта танки вместе с мотострелковым пулемётным батальоном пошли в атаку на берёзки. Противник встретил их мощным огнём противотанковых орудий и одного танка, стоящего в укрытии. Мотострелки не смогли далеко продвинуться из-за мощного неприятельского пулемётного и автоматного огня. Атака была отбита.
18-я бригада потеряла оба Т-34, 26-я — повредила. Противник же потерял один танк, три противотанковых орудия и до 30 человек.
К утру 3 марта танки были сосредоточены в Коркодниково, утром 6 марта бригада получила задачу овладеть Берёзками и сразу же ударить по Шеломцам. К 13 часам Берёзки были заняты четырьмя КВ-1, из которых два были потеряны. Было захвачено четыре противотанковых орудия, уничтожено пять пулемётов и до 60 человек. В 7 часов 30 минут утра, 7 марта советские войска пошли на Шеломцы, однако были встречены огнём из трёх противотанковых орудий и артиллерийским огнём со стороны Валухово—Шеломцы. В результате боя советские войска потеряли один танк КВ-1 и два Т-34.
14 марта, в 18 часов 40 минут получила приказ: совместно с 17-й стрелковой дивизией ударить в направлении Таборки—Бочарово и захватить последнее, затем, не задерживаясь, наступать на Гуляево и захватить к концу дня Кобелево и Бабинки, после чего соединиться со 160-й стрелковой дивизией. Из-за сильной и продолжительной метели командующий 43-й армией принял решение перенести атаку на 16 марта.
1-й танковый батальон в составе трёх танков КВ-1, трёх Т-34 и пехотного десанта в 10 часов 30 минут выступил из леса южнее Гречишников. 2-й танковый батальон в составе пяти Т-34 выступил оттуда же в 12 часов. 1-й батальон, при подходе к лощине в лесу, был обстрелян из противотанковых орудий с западной части леса и с северной окраины Таборок. Близ Шеломцев были расположены артиллерийские и миномётные позиции противника, также обстрелявшие советские танки. Танки 1-й батальона прорвались сквозь вражескую пехоту, однако из-за толстого снежного покрова далее были вынуждены вести огонь с места. Батальон потерял один КВ-1 и четыре Т-34, оставшиеся танки вели бой до наступления сумерек, после чего отошли для дозаправки и пополнения боеприпасами. 1-м танковым батальоном было уничтожено два танка, два противотанковых орудия, три миномёта, три станковых пулемёта и до 40 солдат.
2-й батальон в 12 часов выступил на Таборки и в 12 часов 30 минут ворвался в деревню, захватив её и потеряв один танк Т-34. Пехота и танки 17-й стрелковой дивизии не подошли, поэтому танки 2-го танкового батальона были вынуждены вести бой с немцами на протяжении полутора часов, после чего, потеряв ещё два Т-34 и значительную часть пехотного десанта, были вынуждены отойти. Командир бригады выделил ещё один Т-34 для помощи 2-му батальону. Вместе с батальоном танк пошёл в атаку, но из-за того, что подразделения 17-й дивизии всё ещё не подошли, были вынуждены вновь оставить деревню. Выделенный танк был подбит противотанковым орудием при подходе к отметке 169,4. Всего 2-й танковый батальон потерял шесть танков, а уничтожил два противотанковых орудия, два станковых пулемёта и до 30 пехотинцев.
17 марта бригада получила приказ провести повторную атаку на деревню. В 13 часов 2-й танковый батальон в составе трёх Т-34 (у двух из которых были неисправности) и пехотного десанта выдвинулся на Таборки. При выходе из лощины немецкие противотанковые орудия сделали 18 выстрелов по двум передним танкам, подбив их. Пехота далее не смогла продвинуться, а оставшийся третий танк был вынужден до наступления темноты вести огонь из лощины, после чего возвратился на исходное положение.
В 15 часов 1-й танковый батальон в составе двух КВ-1 и одного Т-34 выступил в сторону Бочарово и к 16 часам был на поляне в одном километре к юго-востоку от Шеломцов, откуда по советским танкам немцы начали вести огонь из противотанковых орудий. Был уничтожен один КВ-1, а у второго был повреждён двигатель, из-за чего двигаться дальше он не мог. В ночь на 18 марта второй КВ-1 был полностью уничтожен, а Т-34 вёл огонь с места, прикрывая пехоту.
Всего за 16—17 марта (учитывая ночь на 18 марта) было уничтожено два КВ-1 и четыре Т-34; подбит один КВ-1 и девять Т-34. Противник же потерял два танка подбитыми, а также четыре противотанковых орудия, три миномёта, пять пулемётов и 70 солдат.
С 20 по 25 марта 18-я бригада содействует 17-й стрелковой дивизии в овладении Гуляево. 25 марта, приказом командующего 43-й армией, для поддержки наступления 5-й гвардейской стрелковой дивизии из состава бригады была выделена танковая рота, состоящая из двух КВ-1, шести Т-34 и четырёх Т-60. В 19 часов 20 минут четыре Т-34 и один Т-60 прибыли на позицию, расположенную в лесу в одном километре к западу от Сальково. На следующий день, 26 марта, к 14 часам 30 минутам прибыли один КВ-1, один Т-34 и два Т-60 (не прибыло по одному танку каждой модели).
27 — 28 марта танковая рота бездействовала из-за отсутствия переправы через реку Угра. Переправа была готова к 12 часам дня 28 марта.
Было решено отправить три танка Т-34 в помощь пехоте 5-й гвардейской стрелковой дивизии и 17-й стрелковой дивизии в Красную Горку (остальные бы пошли прямо на Красный Октябрь). Они перешли реку по переправе, но на противоположном берегу два из них подорвались на противотанковых минах. После повторной инженерной разведки и извлечения шести мин, приказом подполковника Масленникова в 14 часов 30 минут все танки были пущены в лес юго-западнее Красной Горки для уничтожения там огневых точек (к тому времени сам населённый пункт уже был занят пехотными подразделениями), а один Т-34 был отправлен в Красный Октябрь, где танк уничтожил два противотанковых орудия, но был вынужден отойти, не получив поддержки со стороны 17-й дивизии.
Приказом командира 5-й гвардейской стрелковой дивизии все танки были направлены в Красный Октябрь, однако пехота сбилась с пути, ворвалась в деревню Большое Устье и на протяжении трёх часов вела бой с немецкой пехотой. При выходе из деревни танки 5-й дивизии оказались на минном поле и два из них подорвались.
В течение дня немцы дважды пытались контратаковать Красный Октябрь, однако силой двух КВ-1, двух Т-34 и пехоты 17-й стрелковой дивизии атаки были отбиты. Неприятель понёс потери: два танка, два противотанковых орудия и до взвода пехоты.

#### Апрель
1 — 3 апреля один КВ-1 и два Т-34 поддерживали продолжающееся наступление 17-й стрелковой дивизии.
Приказом Народного комиссара обороны СССР № 161 от 10 апреля 1943 года, за проявленную отвагу в боях за Отечество с немецкими захватчиками, за стойкость, мужество, дисциплину и организованность, за героизм личного состава 18-я отдельная танковая бригада была преобразована в 42-ю гвардейскую танковую бригаду.

## В составе
- 1 октября 1941 года — Московский военный округ;
- 1 ноября — 1 декабря 1941 года — 5-я армия Западного фронта;
- 1 января 1942 года — 49-я армия Западного фронта;
- 1 февраля — 1 августа 1942 года — 43-я армия Западного фронта;
- 1 сентября — 1 октября 1942 года — 33-я армия Западного фронта;
- 1 ноября 1942 года — 1 марта 1943 года — 20-я армия Западного фронта;
- 1 апреля 1943 года — 31-я армия Западного фронта[8]

## Состав
На момент формирования:
- Управление бригады (штат № 010/75)
- Рота управления (штат № 010/76)
- Разведывательная рота (штат № 010/77)
- 18-й танковый полк (штат № 010/87)
- 18-й моторизованный стрелково-пулемётный батальон (штат № 010/79)
- 18-й зенитный дивизион (штат № 010/80)
- Ремонтно-восстановительная рота (штат № 010/81)
- Автотранспортная рота (штат № 010/82)
- Медико-санитарный взвод (штат № 010/83)[1]

С декабря 1941 года:
- Управление бригады (штат № 010/303)
- Рота управления (штат № 010/304)
- Разведывательная рота (штат № 010/305)
- 1-й отдельный танковый батальон (штат № 010/306)
- 2-й отдельный танковый батальон (штат № 010/306)
- 18-й мотострелково-пулемётный батальон (штат № 010/307)
- Ремонтно-восстановительная рота (штат № 010/308)
- Автотранспортная рота (штат № 010/309)
- Медико-санитарный взвод (штат № 010/310)[1]

С мая 1942 года:
- Управление бригады (штат № 010/345)
- 1-й отдельный танковый батальон (штат № 010/391)
- 2-й отдельный танковый батальон (штат № 010/392)
- 18-й мотострелково-пулемётный батальон (штат № 010/347)
- Противотанковая батарея (штат № 010/348)
- Зенитная батарея (штат № 010/349)
- Рота управления (штат № 010/350)
- Рота технического обеспечения (штат № 010/351)
- Медико-санитарный взвод (штат № 010/352)[1]

## Командование бригады

### Командиры бригады
- Дружинин, Афанасий Семёнович (01.09.1941 — 15.04.1942), подполковник, с 11.12.1941 полковник;
- Котов, Виктор Филиппович (16.04.1942 — 10.04.1943), майор, с 4.07.1942 подполковник[9][10]

### Заместители командира бригады по строевой части
- Горнашевич Иван Григорьевич (09.1941 — 11.10.1941), подполковник (попал в плен);
- Горский, Альбин Степанович ( — 02.1942), подполковник (тяжело контужен)[1]

### Военные комиссары (с 9 октября 1942 года — заместители командира бригады по политической части)
- Кропотин Алексей Кондратьевич (03.09.1941 — 27.08.1942), полковой комиссар;
- Кошкаров Борис Кузьмич (27.08.1942 — 03.09.1942), батальонный комиссар;
- Лебедев Алексей Михайлович (03.09.1942 — 10.04.1943), старший батальонный комиссар, с 22.12.1942 полковник[11]

### Начальники штаба
- Зайцев Фёдор Афанасьевич (03.09.1941 — 10.10.1941), майор (попал в плен);
- Смирнов Александр Фёдорович (11.10.1941 — 05.12.1942), капитан, майор;
- Анашин Павел Алексеевич (05.12.1942 — 25.12.1942), капитан (ВРИД);
- Карнов Иван Тимофеевич (26.12.1942 — 02.1943), подполковник;
- Дубик Феодосий Архипович (02.1943 — 10.04.1943) подполковник[12][2];

### Помощники командира бригады по технической части
- Кирсанов Василий Прохорович (август, ноябрь, декабрь 1942), майор, подполковник[1]

### Начальники политического отдела
- Захаров Борис Иванович (22.09.1941 — 27.04.1942), старший батальонный комиссар, с 26.12.1941 полковой комиссар;
- Кошкаров Борис Кузьмич (27.04.1942 — 27.08.1942), батальонный комиссар; погиб 24.08.1942 в районе д. Батюшково, похоронен там же.
- Чумичев Вениамин Михайлович (27.08.1942 — 12.02.1943), батальонный комиссар, с 19.11.1942 майор;
- Медведев Иван Васильевич (12.02.1943 — 10.04.1943), подполковник[11]